# San Antonio el Rico
San Antonio el Rico es una localidad del estado mexicano de Guanajuato. Es parte del municipio de Irapuato.

## Toponimia
El nombre «San Antonio» hace referencia al santo patrono de la localidad: San Antonio de Padua.

## Demografía
| Gráfica de evolución demográfica |
|                                  |

| Censo | Población |
| ----- | --------- |
| 1900  | 184       |
| 1910  | 372       |
| 1921  | 580       |
| 1930  | 468       |
| 1940  | 415       |
| 1950  | 813       |
| 1960  | 803       |
| 1970  | 825       |
| 1980  | 1 111     |
| 1990  | 1 700     |
| 2000  | 1 962     |
| 2010  | 2 358     |
| 2020  | 2 572     |